# Павлов-Пьянов, Николай Митрофанович
Николай Митрофанович Павлов-Пьянов (1893 — 1964) — российский и советский шахматист.
Выдвинулся в московских турнирах перед Первой мировой войной: в 1911 г. разделил 5—6-е места, в 1913 г. разделил 1—2 места с А. С. Селезнёвым.
После окончания войны стал бронзовым призером чемпионата Москвы 1919 / 1920 гг. В 1920 году выиграл турнир московских шахматистов. В том же году свел вничью мини-матч с А. А. Алехиным (+1 −1 =0).
На Всероссийской шахматной олимпиаде 1920 г. разделил 11—12-е места.
Участвовал в чемпионатах Москвы 1921 (2 место), 1925 (12—13 места), 1926 (15—16 места) и 1927 (2—3 места) гг.
Будучи серебряным призером чемпионата Москвы, получил право участвовать в 5-м чемпионате СССР, где разделил 10—12 места, не добрав пол-очка до нормы мастера спорта. В 6-м чемпионате СССР в своей четвертьфинальной группе занял последнее место.
В составе сборной Москвы неоднократно участвовал в матчах со сборной Петербурга (Петрограда, Ленинграда).
Личный архив Павлова-Пьянова использовался историками шахмат для поиска сведений о соревнованиях, а также записей неизвестных партий.